# Prosphytochloa prehensilis
Prosphytochloa prehensilis là một loài thực vật có hoa trong họ Hòa thảo. Loài này được (Nees) Schweick. miêu tả khoa học đầu tiên năm 1961.